# بالمر هايدن
بالمر هايدن (بالإنجليزية: Palmer Hayden)‏ هو رسام أمريكي، ولد في 15 يناير 1890 في Widewater, Virginia ‏ في الولايات المتحدة، وتوفي في 18 فبراير 1973.

## وصلات خارجية
- بالمر هايدن على موقع الموسوعة البريطانية (الإنجليزية)